# Visingsö landskommun
Visingsö landskommun var en tidigare kommun i Jönköpings län.

## Administrativ historik
När 1862 års kommunalförordningar trädde i kraft den 1 januari 1863 inrättades i Sverige cirka 2 400 landskommuner samt 89 städer och ett mindre antal köpingar. Då inrättades i Visingsö socken i Vista härad i Småland denna kommun, omfattande ön Visingsö i Vättern.
Den första av 1900-talets riksomfattande Kommunreformer i Sverige år 1952 påverkade inte Visingsö, som kvarstod som egen kommun fram till 1971, då området gick upp i Jönköpings kommun.
Kommunkoden 1952–70 var 0607.

### Kyrklig tillhörighet
I kyrkligt hänseende tillhörde kommunen Visingsö församling.

## Geografi
Visingsö landskommun omfattade den 1 januari 1952 en areal av 24,54 km², varav allt land. Efter nymätningar och arealberäkningar färdiga den 1 januari 1957 omfattade landskommunen den 1 november 1960 en areal av 25,57 km², varav allt land.

### Tätorter i kommunen 1960
I Visingsö landskommun fanns tätorten Tunnerstad, som hade 246 invånare den 1 november 1960. Tätortsgraden i kommunen var då 28,7 procent.

## Politik

### Mandatfördelning i valen 1938–1966
| 5 | 6 | 9 |

| 20 |

| 5 | 8 | 7 |

| 20 |

| 5 | 10 | 5 |

| 20 |

| 4 | 11 | 5 |

| 19 |

| 5 | 10 | 5 |

| 19 |

| 4 | 10 | 3 | 3 |

| 18 |

| 4 | 10 | 3 | 3 |

| 18 |

| 3 | 10 | 4 | 3 |

| 18 |